# Neoconocephalus ensiger
Neoconocephalus ensiger är en insektsart som först beskrevs av Harris, T.W. 1841.  Neoconocephalus ensiger ingår i släktet Neoconocephalus och familjen vårtbitare. Inga underarter finns listade i Catalogue of Life.